# Synchiropus kinmeiensis
Synchiropus kinmeiensis là một loài cá biển thuộc chi Cá đàn lia gai (Synchiropus) trong họ Cá đàn lia. Loài này được mô tả lần đầu tiên vào năm 1983.

## Từ nguyên
Danh pháp khoa học của loài cá này, kinmeiensis, được đặt theo tên của nơi đầu tiên phát hiện ra chúng, ngọn núi ngầm Kinmei ở Thái Bình Dương.

## Phân bố và môi trường sống
S. kinmeiensis có phạm vi phân bố ở Bắc Thái Bình Dương. Loài cá này được tìm thấy tại quần đảo Hawaii, và tại 2 ngọn núi ngầm Kinmei và Kanmu thuộc chuỗi núi ngầm Hawaii-Emperor. S. kinmeiensis sống trên đáy cát, được tìm thấy ở độ sâu khoảng từ 220 đến 532 m.

## Mô tả
Mẫu vật lớn nhất của S. kinmeiensis có chiều dài cơ thể được ghi nhận là 13 cm. Chúng là loài dị hình giới tính, nhưng cá mái lại có vây lưng thứ nhất vươn cao hơn so với cá đực (trái ngược so với đa số các loài cá đàn lia). Phần trên của cơ thể màu đỏ với ba dải sọc màu đỏ sẫm: dải thứ nhất xung quanh vây lưng thứ nhất; dải thứ nhì ở bên dưới vây lưng thứ hai và dải thứ 3 bao quanh cuống đuôi; phần dưới của cơ thể màu trắng. Vây lưng thứ nhất màu đỏ với một đốm lớn giữa gai thứ ba và thứ tư. Tiêu bản trong rượu vẫn giữ lại được các dải sọc ngang màu đỏ đậm (khi còn sống) dưới dạng các sọc mờ bên dưới đường bên.
Số gai ở vây lưng: 4; Số tia vây mềm ở vây lưng: 8; Số gai ở vây hậu môn: 0; Số tia vây mềm ở vây hậu môn: 8; Số tia vây mềm ở vây ngực: 19 - 21; Số gai ở vây bụng: 1; Số tia vây mềm ở vây bụng: 5.